# Henryk Smorul
Henryk Smorul (ur. 1929, zm. 9 czerwca 2016 w Sanoku) – pułkownik Wojska Polskiego.

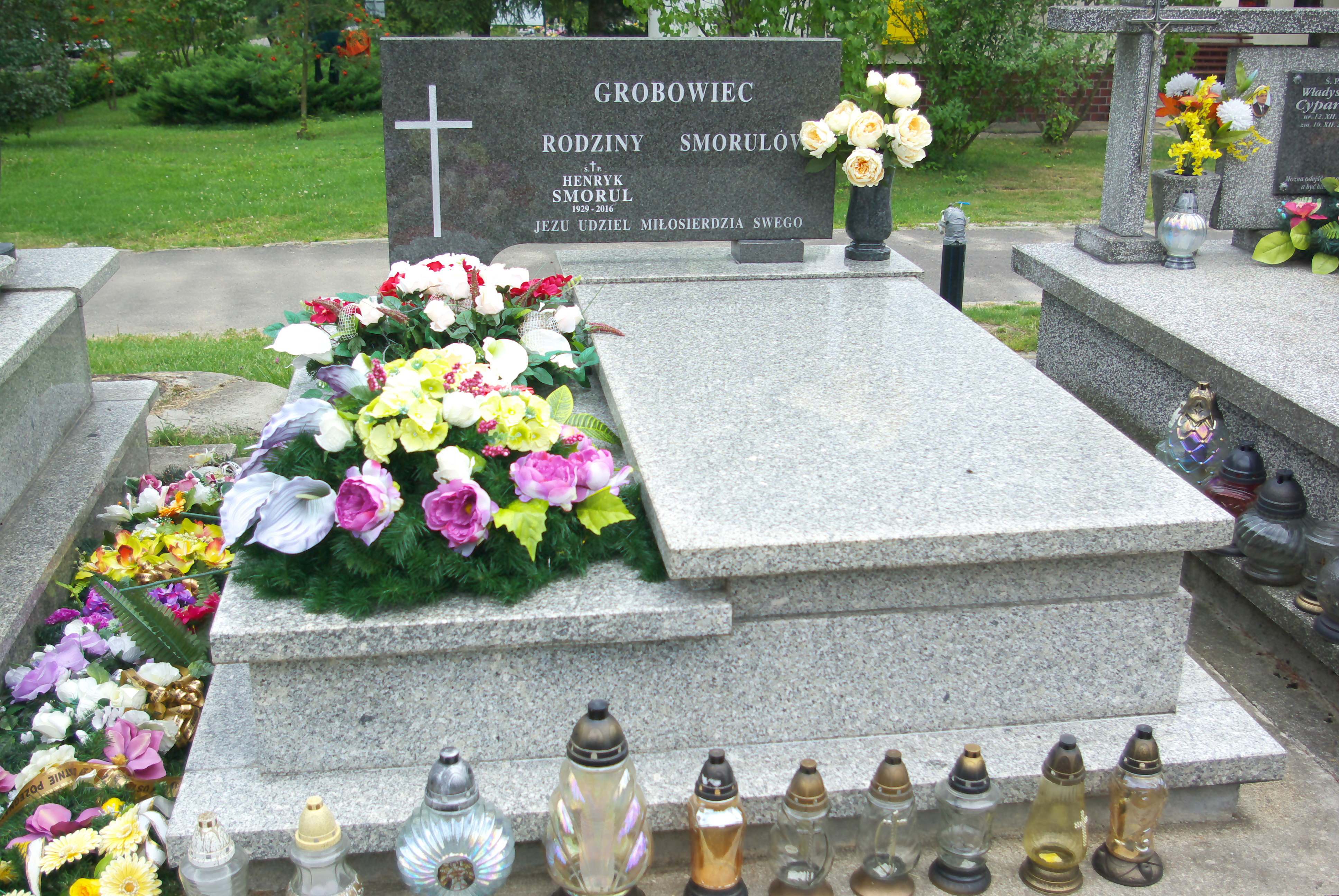
Nagrobek Henryka Smorula

## Życiorys
Urodził się w 1929. Służył w Wojsku Polskim od 1950 do 1989. Od 1989 był członkiem Związku Byłych Żołnierzy Zawodowych. Pełnił funkcje skarbnika i przewodniczącego komisji rewizyjnej koła. Został wiceprzewodniczącym komisji rewizyjnej zarządu rejonowego Związku Byłych Żołnierzy Zawodowych i Oficerów Rezerwy Wojska Polskiego w Krośnie. Był pułkownikiem w stanie spoczynku.
Zmarł 9 czerwca 2016. Został pochowany na Cmentarzu Centralnym w Sanoku 14 czerwca 2016.

## Odznaczenia i wyróżnienia
- Krzyż Kawalerski Orderu Odrodzenia Polski[1]
- Złoty Krzyż Zasługi
- Srebrny Medal Opiekuna Miejsc Pamięci Narodowej (2008)[2]
- Srebrna odznaka za Zasługi dla Związku Kombatantów RP i Byłych Więźniów Politycznych (2008)[3][4][5]
- Złota odznaka za Zasługi Dla Związku Żołnierzy Wojska Polskiego II klasy (2015)[6]
- Odznaka honorowa „Za Zasługi dla ZBŻZiORWP”[1]
- Medale oraz odznaczenia resortowe i związkowe
- Nagroda Burmistrza Miasta Sanoka (2007)[7].
- Wpis do Księgi Honorowej ZBŻZiORWP[1]